# Lamalle (Belgique)
Pour les articles homonymes, voir Lamalle.
Lamalle est un hameau de la commune belge de Wanze située en Région wallonne dans la province de Liège.
Avant la fusion des communes de 1977, Lamalle faisait partie de la commune de Bas-Oha.

## Situation et description
Lamalle est un hameau implanté à la limite du plateau hesbignon et au sommet du versant nord de la Meuse entre les localités d'Oha et Envoz (commune de Héron).

## Patrimoine
Le hameau a la particularité de posséder deux ensembles ferme et château situés à proximité l'un de l'autre. Le principal matériau utilisé pour ces constructions est la brique. Des murs entourent partiellement les propriétés.
- Château-ferme de Lamalle

L'ensemble situé le plus au sud comporte un château-ferme restauré en 1778 et entouré d’un domaine arboré comptant trois étangs et une ferme en carré formée d'un corps de logis, de deux granges (dont une avec le porche d'entrée) et d'étables construits au XVIIIe siècle et au XIXe siècle .
- Château de Lamalle

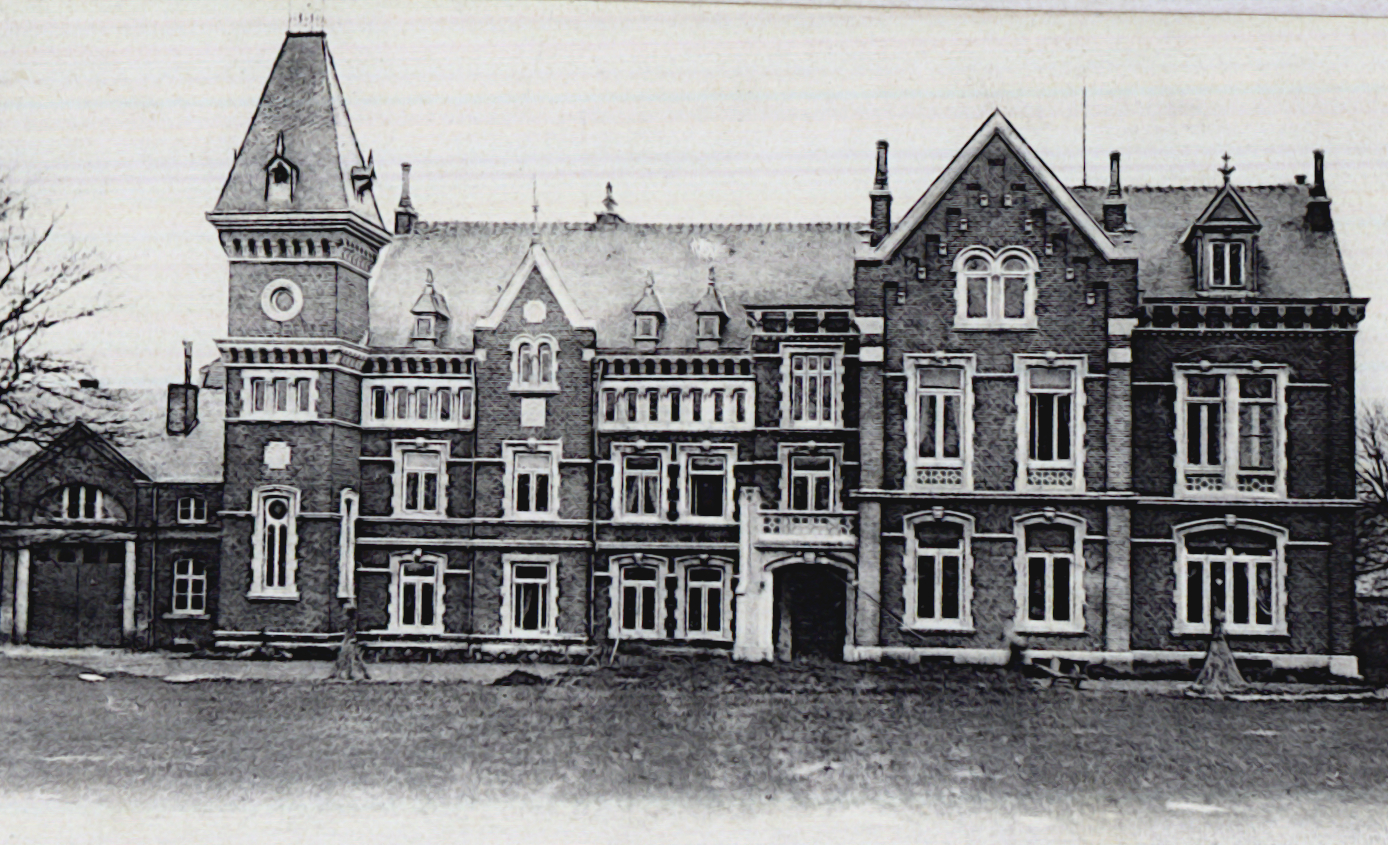
Château de Lamalle (carte postale)

L'ensemble implanté plus au nord comporte aussi une ferme en carré avec porche d'entrée et un château jouxtant l'exploitation agricole..
La petite chapelle Saint Pierre bâtie en brique est située à un carrefour